# Rzęsielnica turzycówka
Rzęsielnica turzycówka (Donacia brevicornis) – gatunek chrząszcza z rodziny stonkowatych.

## Zasięg występowania
Występuje w środkowej i północnej Europie. Notowana w Austrii, na Białorusi, w Belgii, Czechach, Danii, Estonii, Finlandii, we Francji, w Holandii, Liechtensteinie, na Litwie, w Luksemburgu, na Łotwie, w Mołdawii, Niemczech, Polsce, Rosji (po środkowy Ural), na Słowacji, w Szwajcarii, Szwecji, na Ukrainie, Węgrzech, i we Włoszech.
W Polsce rzadka, spotykana na pojedynczych stanowiskach.

## Budowa ciała
Osiąga 8-10 mm długości. Ciało wydłużone. Pokrywy skrzydeł wyraźnie punktowane na całej długości, ściśle przylegające do siebie. Na dolnej powierzchni ud pojedynczy, słabo wykształcony wyrostek. Pierwszy człon czułków znacznie krótszy od trzeciego.
Ubarwienie ciała zielonooliwkowe z miedzianym połyskiem. Nogi połyskujące, jednolicie ubarwione, czułki czarne.

## Biologia i ekologia
Występuje w pobliżu  stojących zbiorników wodnych. Fitofag, żeruje na turzycach, oczerecie jeziornym, pałce wąskolistnej, sitowcu nadmorskim i strzałce wodnej. Tak jak inni przedstawiciele rodzaju larwy żerują na podwodnych częściach roślin, po czym sporządzają wodoodporny kokon w którym odbywają przeobrażenie. Imago spotyka się od kwietnia do lipca (zwykle w czerwcu i lipcu). Postacie dorosłe zwykle zimują w kokonie, jednak niektóre osobniki opuszczają je jesienią i zimują pod wodą, np. w pochwach liściowych trzciny pospolitej. 